# Maxwell Carpendale
Maxwell Carpendale (ur. 3 lipca 1864 w Bombaju, zm. 27 stycznia 1941 w Dún Laoghaire) – irlandzki rugbysta, reprezentant kraju.
W latach 1886–1888 rozegrał w Home Nations Championship cztery spotkania dla irlandzkiej reprezentacji zdobywając jednego gola.